# Новая Михайловка (Самарская область)
Новая Михайловка — поселок в Кинель-Черкасском районе Самарской области в составе сельского поселения Садгород. 

## География
Находится у железнодорожной ветки Кротовка-Серные Воды на расстоянии примерно 13 километров по прямой на запад-северо-запад от районного центра села Кинель-Черкассы.

## Население
Постоянное население составляло 4 человека (казахи 75%) в 2002 году, 3 в 2010 году.